# هايدغارد بنجين
القديسة هيلدغارد من بينغن، رهبنة القديس بنديكت ((بالألمانية: Hildegard von Bingen)‏;) (1098 – 17 سبتمبر 1179)،تُعرف أيضًا باسم القديسة هيلدغارد، وعرافة الراين، كانت كاتبة ألمانية وملحنة وفيلسوفة ومسيحية صوفيةً ورئيسة دير بندكتية وشخصية كثيرة الرؤى وواسعة الاطلاع. انتخبتها صديقاتها الراهبات كـ مُعلمة عام 1136، وأسست أديرة روبرتسبيرج (Rupertsberg) في عام 1150 وإبينغن (Eibingen) في عام 1165. وقد ألفت عملاً دراميًا يعرف باسم Ordo Virtutum، والذي يعد أحد أعمالها كملحنة، كما أنه مثال أولي للدراما المتعلقة بالطقوس، ويمكن القول إنها أقدم مسرحية أخلاقية لا زالت موجودة حتى الآن.
وقد كتبت نصوصًا لاهوتية ونباتية وطبية، بالإضافة إلى خطابات وأغانٍ طقسية وقصائد، بينما أشرفت على توضيحات رائعة مصغرة. وهي بحسب الباحث مادوك من بين أكثر العلماء النساء تميزًا في القرون الوسطى. ألفّت الراهبة بنجين كتب عدّة حول الفيزياء والعلوم الطبيعية.
وعلى الرغم أن تاريخ الاعتراف الرسمي بها كقديسة كان معقدًا، فقد اعترفت بها أجزاء من الكنيسة الكاثوليكية الرومانية كقديسة لعدة قرون. في 7 أكتوبر 2012، أطلق عليها البابا بنديكت السادس عشر اسم طبيبة الكنيسة.

## السيرة الذاتية
يُعد تاريخ ميلاد هيلدغارد غير مؤكد. ربما وُلِدت في عام 1098. وقد تربت هيلدغارد في أسرة من النبلاء الأحرار. وكانت طفلة أبيها العاشرة، وهي مريضة منذ ولادتها. في حياتها، أوضحت هيلدغارد أنها تعرضت في سن مبكرة جدًا لرؤى خاصة بالكشف (تجلي الذات الإلهية).

### الحياة الرهبانية
ربما بسبب الرؤى الكشفية التي تعرضت لها هيلدغارد، أو كوسيلةٍ من وسائل تحديد المواقع السياسية، قدَّمها والداها، هيلدبرت وميتشثيلد، للكنسية لتكون خادمة للرب. إن تاريخ انحباس هيلدغارد في الكنيسة هو موضوع مناقشة جدالية. تقول سيرة حياتها إنها حُصرت مع راهبة أكبر، وهي جوتا، في سن الثمانية. وبرغم ذلك، فإن تاريخ انحباس جوتا معروف أنه 1112، وهو الوقت الذي كانت هيلدغارد في الرابعة عشر. وقد خمَّن بعض العلماء أن هيلدغارد كانت تحت رعاية جوتا، ابنة النبيل ستيفان الثاني من سبونهايم، في سن الثمانية، وحُصرت كلتا المرأتين معًا لست سنوات أخرى. ولا يوجد أي سجل مكتوب عن الأربعة وعشرين عامًا التي عاشتها هيلدغارد في الدير مع جوتا. ومن الممكن أن تكون هيلدغارد مرتلة كنيسة أو عاملة في المعشبة وغرفة المرضى بالكنيسة.
على أية حال، حُصرت هيلدغارد وجوتا في ديسيبودنبرج في بالاتينات الغابات التي تُعرف الآن بألمانيا. وكانت جوتا أيضًا كثيرة الرؤى مما جذب العديد من المحبين للمجيء لزيارتها في الانحباس (الحصر). وأخبرتنا هيلدغارد أن جوتا علمتها القراءة والكتابة، ولكنها كانت غير متعلمة، لذلك لم تكن قادرةً على تعليم هيلدغارد تفسير الكتاب المقدس. وعلى الأرجح، فإن هيلدغارد وجوتا قامتا بالصلاة والتأمل وقراءة كتب مقدسة مثل السنطور، وقامتا بعمل نوعٍ من العمل الجاد خلال ساعات المكتب الإلهي. ربما يكون هذا الوقت الذي تعلمت فيه هيلدغارد كيف تعزف على سنطور الأوتار العشرة. وربما يكون فولمار، وهو زائر متكرر، قد علم هيلدغارد مدونة ترنيمة دينية بسيطة. ويعتبر الوقت الذي درست فيه الموسيقى هو نقطة البداية لتأليف المقطوعات الموسيقية التي أبدعتها فيما بعد.
عقب وفاة جوتا في عام 1136، تم انتخاب هيلدغارد من جانب محبيها الراهبات لتكون «مُعلمة» المجتمع. وقد طلب رئيس دير ديسيبودنبرج من هيلدغارد أن تكون رئيسة الدير، مما سيجعلها تكون تحت سلطته. وبرغم ذلك، أرادت هيلدغارد استقلالاً أكثر لنفسها وراهباتها وطلبت من رئيس الدير أن يسمح لهن بالانتقال إلى روبرتسبرج. وكانت هذه خطوة نحو الفقر، من مجمع حجري راسخ إلى مسكن مؤقت. عندما رفض رئيس الدير اقتراح هيلدغارد، أصرت هيلدغارد عليه وحصلت على الموافقة من هنري الأول رئيس أساقفة ماينز. وبرغم ذلك، لم يتراجع رئيس الدير عن قراره حتى أصاب هيلدغارد مرض جعلها عاجزة وغير قادرة على التحرك من سريرها، الأمر الذي فسرته بحزن الرب من عدم اتباع أوامره بالانتقال إلى روبرتسبرج. قرر رئيس الدير إعطاء الراهبات الدير الخاص بهن فقط عندما لم يستطع هو نفسه نقل هيلدغارد. وقد انتقلت هيلدغارد وما يقرب من عشرين راهبة إلى دير سانت روبرتسبرج عام 1150، حيث شغل فولمار منصب رئيس الكنيسة، بالإضافة إلى كاهن اعتراف هيلدغارد وكاتبها. في عام 1165، وجدت هيلدغارد ديرًا ثانيًا لراهباتها في إبينغن.

### الروحانية
كان الوعي الروحاني لهيلديغارد منذ نعومة أظافرها وقبل عهد طويل من تبؤوها لإرساليتها العامة أو حتى نذورها الرهبانية قائمًا على ما أطلقت عليه اسم «أومبرا فيفينتس لوسيس» أو انعكاس الضوء الحي. وصفت في رسالتها إلى غلبرت من جومبلو التي كتبتها حين كانت تبلغ السابعة والسبعين من العمر تجربتها مع هذا الضوء بمنتهى الدقة:
لطالما رأيت منذ نعومة أظفاري وقبل اكتمال اشتداد عظامي وأعصابي وعروقي هذه الرؤية في روحي، وما زلت أراها حتى الوقت الحاضر وأنا أبلغ من العمر أكثر من سبعين عامًا. في هذه الرؤية أشهد روحي ترتفع عاليًا كما يولى الله عليها إلى سرداب الجنان وصوب السماء المتقلبة حتى تنتشر متوزعةً على نفسها لتدخل مختلف الأقوام بالرغم من بعدِهم عني في أراضي ومرابع الأرض الساحقة. ولأنني أراهم في روحي بهذه الطريقة فإني أراقبهم بالتناغم مع تبدل الغيوم وغيرها من الأشياء المخلوقة. لا أسمعهم بأذني الخارجيتين ولا أعيهم بأفكار قلبي أو بأي تآلف جامع لحواسي الخمسة، ولكن بروحي وحدها فيما تظل أذني الخارجيتين مفتوحتين. لذلك لم أقع بتاتًا ضحيةً للنشوة في الرؤى، ولكني أراها وأنا على يقظة تامة ليلًا كان أم نهارًا. كثيرًا ما قيدني المرض وغالبًا ما وقعت في براثين ألم شديد أنذر بزوالي، ولكن الله أعانني حتى الآن. وعليه فإن الضوء الذي أراه لا يشغل حيزًا مكانيًا بل هو سحيق وألمع من الغيم الحامل للشمس. ليس بإمكاني قياس ارتفاعه أو طوله أو عرضه، وأطلِق عليه اسم «انعكاس الضوء الحي». أرى الكتابات والمواعظ والقيم وأفعالًا بشرية محددة وهي تأخذ شكلًا متألقًا بالنسبة لي، وذلك مع ظهور الشمس والقمر والنجوم في المياه.

## أعمالها
تشمل أعمال هيلديغارد ثلاث مجلدات ضخمة من علم لاهوت الرؤى، ومجموعة مختلفة من المقاطع الموسيقية المستعملة في الطقوس الشعائرية، فضلًا عن المسرحية الموسيقية الأخلاقية «نظام القيم»، وهي أحد أكبر المؤلفات الأدبية الباقية من العصور الوسطى (نحو 400 صفحة). تخاطب المسرحية مجموعة واسعة من المتلقين الذين تراوحوا من الباباوات والأباطرة وصولًا إلى رؤساء الأديرة، وتشمل سجلات للعديد من المواعظ التي ألقتها هيلديغارد خلال الفترة الممتدة من ستينيات القرن الثاني عشر حتى سبعينياته. كذلك كتبت مجلدين من المواد العلمية تناولت فيه الطب الطبيعي وعلاجاته، ويعود لها الفضل في اختراع لغة أطلق عليها اسم «لينغوا إغنوتا» (أو اللغة المجهولة). وكتبت أيضًا مجموعة متنوعة من الأعمال الصغيرة ومنها تعقيب مكتوب على الإنجيل، ومؤلفين حول علم سير حياة القديسين.
أنجِزت مخطوطات عدة لأعمال هيلديغارد خلال فترة حياتها ومنها مخطوطة روبرتسبرغ المصورة التي تضمنت «سكيفياس» الذي يعد أول عمل ضخم لها (وهو مفقود منذ عام 1945)، ومخطوطة داندرموند التي تحوي أحد نسخ أعمالها الموسيقية، فضلًا عن مخطوطة غنت التي كانت أول نسخة منقحة محررة عن عملها اللاهوتي الأخير «ليبر ديفينورم أوبيروم». في نهاية حياتها وعلى الأرجح بتوجيه أولي منها، حرِرت جميع أعمالها وجمِعت في مخطوطة واحدة حملت اسم مخطوطة رايزنكوديكس.

## علم لاهوت الرؤى
كانت المجلدات الثلاث التي تناولت علم لاهوت الرؤى من أهم الأعمال التي كتبتها هيلديغارد ألا وهي: «سكيفياس» (بمعنى «أعلم الطرق»، والذي يعود تاريخ تأليفه إلى الفترة من عام 1142 حتى عام 1151)، و«ليبر ديفينورم ميريتورم» (بمعنى «كتاب محاسن الحياة» أو «كتاب ثواب الحياة»، والذي يعود تاريخ تأليفه إلى الفترة من عام 1158 حتى عام 1163)، و«ليبر ديفينورم أوبيروم» (بمعنى «كتاب الأعمال الإلهية» أو يعرف باسم «حول نشاط الرب»، والذي بدأت بكتاباته نحو عام 1163 أو عام حتى 1164، وانتهت منه نحو عام 1172 أو عام 1174). تبدأ هيلديغارد في هذه المجلدات الثلاث (والتي انتهت من كتابة آخرها حين كانت قد تجاوزت السبعين عامًا) بوصف كل رؤية على حدة، وغالبًا ما تتميز هذه الرؤى بتفاصيلها الغريبة والمبهمة، ومن ثم تنتقل إلى تفسير مضامينها اللاهوتية مستخدمةً كلمات «صوت الضوء الحي».

### «سكيفياس»
بدأت هيلديغارد بتوثيق الرؤى التي راودتها بعد حصولها على إذن الأب كونو رئيس دير ديسيبودنبرغ، وشكلت هذه الكتابات أساس «سكيفياس». كلمة «سكيفياس» هي اختصار لعبارة «سكي فياس دوميني» بمعنى «أعلم طرق الرب». كان هذا العمل أول مؤلفاتها الضخمة التي تطرقت فيها إلى الرؤى، وأحد أهم محطات حياتها. باشرت هيلديغارد بتوثيق وتفسير ما عاشته من رؤى بعد استشعارها لأمر إلهي حثها على «تدوين ما تراه وتسمعه». وفي المحصلة بلغ عدد تجارب الرؤى الواردة في هذا المؤلف 26 رؤية.
ينقسم «سكيفياس» إلى ثلاثة أقسام غير متكافئة الطول. يسرد القسم الأول المؤلف من ست رؤى تناسق خلق الله: خلق آدم وحواء وسقوطهما وبنية الكون (التي اشتهرت بوصفها بأنها على شكل «بيضة») والعلاقة بين الجسد والروح وعلاقة الله بشعبه من خلال الكنيس وجوقات الملائكة. في حين يصف الجزء الثاني المؤلف من سبع رؤى مكانة الافتداء: مجيء المسيح الفادي والثالوث والكنيسة عروسًا للمسيح وأم المؤمنين في المعمودية وتثبيت العماد ورتب الكنيسة وفداء المسيح على الصليب وسر الأفخارستيا والقتال ضد إبليس. وأخيرًا يلخص القسم الثالث المؤلف من ثلاثة عشر رؤية تاريخ الخلاص الوارد ذكره في أول قسمين مشبهةً إياه بالمبنى المزين بالاستعارات المجازية والفضائل المختلفة. وتختتم هيلديغارد المؤلف بنسخة أولية عن مؤلفاتها الموسيقية تحت عنوان «سيمفونية السماء».
بعث البابا لجنة إلى ديسيبودنبرغ في مطلع عام 1148 للتقصي أكثر عن هيلديغارد وكتاباتها. توصلت اللجنة إلى أن الرؤى كانت صادقة وعادوا إلى البابا مصطحبين معهم قسمًا من «سكيفياس». قُرأت على مسامع البابا إيجين الثالث أجزاء من العمل غير المنتهي بصوت عالٍ في مجمع ترير عام 1148، وبعدها أرسل البابا رسالة إلى هيلديغارد بمباركته. فُسرت هذه المباركة على أنها موافقة باباوية على مختلف الأنشطة اللاهوتية التي زاولتها هيلديغارد. وقبل وفاتها، أمرت هيلديغارد بإنجاز مخطوطة مزينة بترف لـ«سكيفياس» (مخطوطة روبرتسبرغ). حفِظت هذه المخطوطة ضمن مجموعة من الصور طبق الأصل المرسومة باليد العائدة لعشرينيات القرن العشرين، وذلك رغم ضياع النسخة الأصلية منها منذ نقلها إلى درسدن لحفظها في عام 1945.

## وصلات خارجية
- هايدغارد بنجين على موقع IMDb (الإنجليزية)
- هايدغارد بنجين على موقع الموسوعة البريطانية (الإنجليزية)
- هايدغارد بنجين على موقع ميوزك برينز (الإنجليزية)
- هايدغارد بنجين على موقع إن إن دي بي (الإنجليزية)
- هايدغارد بنجين على موقع ديسكوغز (الإنجليزية)

1. ↑   https://w2.vatican.va/content/benedict-xvi/en/homilies/2012/documents/hf_ben-xvi_hom_20121007_apertura-sinodo.html. {{استشهاد ويب}}: |url= بحاجة لعنوان (مساعدة) والوسيط |title= غير موجود أو فارغ (من ويكي بيانات) (مساعدة)
2. ↑   https://www.ismus.is/i/person/uid-4090e7f1-11f7-4cb1-9431-321e636a3422. {{استشهاد ويب}}: |url= بحاجة لعنوان (مساعدة) والوسيط |title= غير موجود أو فارغ (من ويكي بيانات) (مساعدة)
3. ↑   http://justus.anglican.org/resources/bio/247.html. {{استشهاد ويب}}: |url= بحاجة لعنوان (مساعدة) والوسيط |title= غير موجود أو فارغ (من ويكي بيانات) (مساعدة)
4. ↑   http://www.medievalists.net/2012/05/ten-fascinating-facts-about-hildegard-von-bingen/. {{استشهاد ويب}}: |url= بحاجة لعنوان (مساعدة) والوسيط |title= غير موجود أو فارغ (من ويكي بيانات) (مساعدة)
5. ↑  Delia Gaze (2001), Concise Dictionary of Women Artists (بالإنجليزية), Fitzroy Dearborn Publishers, OL:3579477M, QID:Q28487969
6. ↑  MusicBrainz (بالإنجليزية), MetaBrainz Foundation, QID:Q14005
7. ↑  MusicBrainz (بالإنجليزية), MetaBrainz Foundation, QID:Q14005
8. ↑  Bennett, Judith M. and Hollister, Warren C. Medieval Europe: A Short History (New York: McGraw-Hill, 2001), 317.
9. ↑  Some writers have speculated a distant origin for opera in this piece, though without any evidence. See: ; alt Opera, see Florentine Camerata in the province of Milan, Italy.  and  نسخة محفوظة 17 يوليو 2007 على موقع واي باك مشين.
10. ↑  Maddocks, Fiona. Hildegard of Bingen: The Woman of Her Age (New York: Doubleday, 2001), 155.
11. ↑  Maddocks, Fiona. Hildegard of Bingen: The Woman of Her Age (New York: Doubleday, 2001), 9.
12. ↑  Maddocks, Fiona. Hildegard of Bingen: The Woman of Her Age (New York: Doubleday, 2001), 17.
13. ↑  Ruether, Rosemary Radford. Visionary Women (Minneapolis: Augsburg Fotress, 2002), 7.
14. ↑  Newman, Barbara. Voice of the Living Light (California: University of California Press, 1998), 53.
15. ↑  Michael McGrade, "Hildegard von Bingen", in Die Musik in Geschichte und Gegenwart: allgemeine Enzyklopaldie der Musik, 2nd edition, T.2, Vol. 8, ed. Ludwig Fischer (Kassel and New York: Bahrenreiter, 1994).
16. ↑  Reed-Jones, Carol. Hildegard of Bingen: Women of Vision (Washington: Paper Crane Press, 2004), 8.
17. ↑  Ruether, Rosemary Radford. Visionary Women (Minneapolis: Augsburg Fotress, 2002), 6.
18. ↑  Reed-Jones, Carol. Hildegard of Bingen: Women of Vision (Washington: Paper Crane Press, 2004), 6.
19. ↑  Furlong, Monica. Visions and Longings: Medieval Women Mystics (Massachusetts: Shambhala Publications, 1996), 84.
20. ↑  Furlong, Monica. Visions and Longings: Medieval Women Mystics (Massachusetts: Shambhala Publications, 1996), 85.
21. ↑  McGrade, "Hildegard", MGG.
22. ↑  Madigan, Shawn. Mystics, Visionaries and Prophets: A Historical Anthology of Women's Spiritual Writings (Minnesota: Augsburg Fortress, 1998), p. 96.
23. ↑  Critical editions of all three of Hildegard's major works have appeared in the Corpus Christianorum: Continuatio Medievalis: Scivias in vols. 43–43A, Liber vitae meritorum in vol. 90, and Liber divinorum operum in vol. 92.
24. ↑  Albert Derolez, "The Manuscript Transmission of Hildegard of Bingen's Writings," in Hildegard of Bingen: The Context of her Thought and Art, ed. Charles Burnett and Peter Dronke (London: The Warburg Institute, 1998), pp. 22–23; and Michael Embach, Die Schriften Hildegards von Bingen: Studien zu ihrer Überlieferung und Rezeption im Mittelalter und in der Frühen Neuzeit (Berlin: Akademie Verlag, 2003), p. 36.
25. ↑  "Protestificatio" ("Declaration") to Hildegard of Bingen, Scivias, trans. Mother Columba Hart and Jane Bishop (Paulist Press, 1990), pp. 59–61.
26. ↑  Oliveira, Plinio Correa de. "St. Hildegard Von Bingen, 17 September". St. Hildegard von Bingen, Saint of 17 September.
27. ↑  SCIVIAS.